# Inteligencia electrónica
La inteligencia electrónica (ELINT del inglés ELectronic INTelligence) significa adquisición de información por medios electrónicos.
Los datos normalmente obtenidos son los de los sistemas de defensa del rival, especialmente de los equipos electrónicos como radares, sistemas de misiles tierra aire, aeronaves, etc. La recolección de información puede hacerse desde estaciones en tierra, cerca del territorio del oponente, desde buques cerca de su costa, desde aviones cerca de su espacio aéreo, o desde satélites. Se considera que Estados Unidos es el mayor experto mundial en ELINT. Se sabe que recogen datos de Rusia, Corea del Norte y China. Ha habido varios incidentes embarazosos con buques o aeronaves que se han desviado hacia aguas o espacio aéreo hostiles, y uno especialmente grave cuando un caza Shenyang J-11 Chino colisionó en vuelo con un avión de reconocimiento EP-3E de la Armada de los Estados Unidos, que fue obligado a aterrizar en la isla de Hainan, en China.
La meta más importante de la ELINT es conseguir datos que serán de gran valor en caso de conflicto. El conocimiento de donde se encuentran todos los misiles SAM y la artillería antiaérea y sus tipos significa que los raids aéreos pueden programarse evitando las zonas mejor defendidas y programar los vuelos con un perfil que dará a los aviones atacantes las mayores posibilidades para evitar el fuego antiaéreo y las patrullas de cazas. También permite perturbar o engañar a la red de defensa enemiga por medio de la guerra electrónica.
La ELINT también adquiere datos de buques de guerra, centros de mando y control, sistemas de misiles y cualquier otro recurso que pueda tener el enemigo, para poder así neutralizarlos en caso de guerra. Una buena inteligencia electrónica es necesaria para las operaciones furtivas, ya que los aviones furtivos no son totalmente indetectables y deben saber qué áreas deben evitar. Igualmente, los aviones convencionales deben saber dónde se encuentran los sietemas de defensa aérea fijos o semifijos para así poder atacarlos o evitarlos. 
La combinación de otras fuentes de información y la ELINT permite efectuar análisis del tráfico de emisiones electrónicas que contienen mensajes humanos codificados. El método de análisis es diferente de la SIGINT en el sentido de que no se análiza el mensaje, sino su emisión electrónica. Lo que se busca es el tipo de emisión y su localización. Por ejemplo, durante la Batalla del Atlántico en la Segunda Guerra Mundial la SIGINT no estaba siempre disponible porque no siempre se podía descifrar el tráfico de radio de los submarinos alemanes, pero los radiogoniómetros de alta frecuencia HF-DF (también conocidos como Huff-Duff) eran capaces de determinar donde estaban los U-Boote analizando esas transmisiones y triangulándolas. De esta forma, el Almirantazgo pudo utilizar esta información para proporcionar rutas a los convoyes que los alejasen bien de las zonas con alta concentración de U-Boote.